# Керкі
Керкі (туркм. Kerki; у 1999—2017 роках — Атамурат; туркм. Atamyrat) — місто в Туркменістані, центр Керкинського етрапу Лебапського велаяту.

## Клімат
Місто знаходиться у зоні, котра характеризується кліматом тропічних степів. Найтепліший місяць — липень із середньою температурою 30.2 °C (86.4 °F). Найхолодніший місяць — січень, із середньою температурою 3.8 °С (38.8 °F).
| Клімат Керкі            | Клімат Керкі | Клімат Керкі | Клімат Керкі | Клімат Керкі | Клімат Керкі | Клімат Керкі | Клімат Керкі | Клімат Керкі | Клімат Керкі | Клімат Керкі | Клімат Керкі | Клімат Керкі | Клімат Керкі |
| Показник                | Січ.         | Лют.         | Бер.         | Квіт.        | Трав.        | Черв.        | Лип.         | Серп.        | Вер.         | Жовт.        | Лист.        | Груд.        | Рік          |
| Середній максимум, °C   | 8,9          | 11,2         | 17,3         | 24,9         | 31,4         | 36,9         | 38,7         | 36,6         | 31,5         | 24,1         | 17,4         | 11,5         | 24,2         |
| Середня температура, °C | 3,8          | 6,1          | 11,7         | 18,6         | 24           | 28,4         | 30,2         | 27,7         | 22,6         | 16,1         | 10,7         | 6,3          | 17,2         |
| Середній мінімум, °C    | −1,7         | 0,1          | 5,4          | 11,6         | 16,2         | 20,2         | 22,1         | 19,6         | 13,7         | 7,8          | 3,5          | 0,5          | 9,9          |
| Норма опадів, мм        | 30.6         | 26.4         | 48.5         | 29.2         | 12           | 0.6          | 0            | 0            | 0.2          | 3.4          | 12           | 25.6         | 188.5        |
| Днів з опадами          | 6,7          | 7,1          | 9,2          | 7,1          | 3,4          | 0,2          | 0            | 0            | 0,2          | 2,5          | 3,9          | 5,9          | 46,2         |
| Вологість повітря, %    | 71.4         | 67.7         | 61.7         | 55.5         | 41           | 30.8         | 31.1         | 33.4         | 38.2         | 48.9         | 60.4         | 70           | 50.8         |
| ----------------------- | ------------ | ------------ | ------------ | ------------ | ------------ | ------------ | ------------ | ------------ | ------------ | ------------ | ------------ | ------------ | ------------ |
| Джерело: Weatherbase    |              |              |              |              |              |              |              |              |              |              |              |              |              |

## Історія
Статус міста з 1925 року. У 1943—1947 роках місто було центром Керкинської області Туркменської РСР. У 1999 році місто було перейменоване на честь Атамурата (Атамирата) Ніязова, батька президента Туркменістану Сапармурата Ніязова (Туркменбаші). У 2017 році місту повернуто історичну назву.

## Населення
Населення 19,7 тис. мешканців (перепис 1989).

## Транспорт та економіка
Місто розташоване на лівому березі Амудар'ї. Залізнична станція Керкічі і пристань на правому березі Амудар'ї. Механічний, бавовноочисний заводи, килимова фабрика, м'ясокомбінат.
Біля міста розташований аеропорт.

## Культура
Історико-краєзнавчий музей.

## Відомі особистості
В поселенні народився:
- Сидоренко Володимир Павлович (* 1943) — радянський партійний діяч.